# Henry Kendall
Henry Kendall (ur. 9 grudnia 1926, zm. 15 lutego 1999) – amerykański fizyk jądrowy, noblista.
Profesor Massachusetts Institute of Technology; w latach 1967–1973 wspólnie z Friedmanem i Taylorem potwierdził doświadczalnie kwarkową budowę nukleonów, za co w 1990 zostali nagrodzeni Nagrodą Nobla w dziedzinie fizyki.